# Барановская, Наталья Петровна
Наталья Петровна Барановская (род. 15 июля 1948, Махачкала) — украинский историк, исследователь новейшей истории Украины, доктор исторических наук.

## Биография
Родилась 15 июля 1948 года в городе Махачкале. В 1973 году окончила исторический факультет Киевского государственного университета. В 1967-1975 годах — лаборант, младший научный сотрудник, в 1975-1984 годах — научный сотрудник, с 1984 года — старший научный сотрудник отдела истории развитого социализма и современной истории Украины, с 2002 года — старший научный сотрудник отдела новейшей истории и политики Института истории Украины НАН Украины. В 1982 году, под руководством доктора исторических наук В. Ф. Панибудьласка, защитила кандидатскую диссертацию на тему: «Роль прессы Украины в укреплении дружбы народов СССР. 1966—1975 гг.». В 2006 году под руководством доктора исторических наук Г. В. Касьянова, защитила докторскую диссертацию на тему: «Чернобыль в новейшей истории Украины: власть и общество».

## Научная деятельность
Исследует общественно-политическое и экономическое состояние Украины, её место в интеграционных народнохозяйственных процессах после Великой Отечественной войны, Чернобыльской катастрофе в судьбе Украины. Главный составитель сборников:
- «Чорнобиль: проблеми здоров’я населення: Збірка документів і матеріалів» (Київ, 1995);
- «Чорнобильська трагедія: Збірка документів і матеріалів» (Київ, 1996).

Основные работы:
- Життєвий простір України: політичний та гуманітарний виміри (1991—2010 роки). — Київ, 2012 (у співавторстві)
- Чорнобильська трагедія. Нариси з історії. — Київ, 2011
- Національна академія наук України 1918—2008. До 90-річчя від дня заснування. — Київ, 2008 (у співавторстві)
- Державотворчий процес в Україні 1991—2006. — Київ, 2007 (у співавторстві)
- Нарис історії України ХХ століття. — Київ, 2005 (у співавторстві)
- Чорнобильська катастрофа: під іншим кутом зору. — Київ, 2004 (у співавторстві)
- Чорнобильська катастрофа в публікаціях. — Київ, 2004
- Україна: Утвердження незалежної держави (1991—2001). — Київ., 2001 (у співавторстві)
- Соціальні та економічні наслідки Чорнобильської катастрофи. — Київ, 2001
- Об'єкт «Укриття»: Проблеми, події, люди. — Київ, 2000
- Україна — Чорнобиль — світ: чорнобильська проблема у міжнародному вимірі 1986—1999 рр. — Київ, 1999
- Печать Советской Украины — пропагандист дружбы народов СССР. — Київ, 1983

## Награды
Лауреат премии имени Н. И. Костомарова НАН Украины (за 2002 год), награждена Почётным знаком Министерства Украины по вопросам чрезвычайных ситуаций и по делам защиты населения от последствий Чернобыльской катастрофы (2006).